# Parafia Najświętszego Serca Pana Jezusa w Mysłowicach
Parafia Najświętszego Serca Pana Jezusa – rzymskokatolicka parafia znajdująca się w Mysłowicach. Parafia należy do dekanatu mysłowickiego w archidiecezji katowickiej.

## Starania o nowy kościół
W połowie XIX w. dotychczasowy kościół parafialny Narodzenia Najświętszej Maryi Panny w Mysłowicach był zbyt mały dla rozwijającego się liczebnie miasteczka. Mógł pomieścić jedynie 800 ludzi, a parafia mysłowicka w 1858 r. liczyła już 9 000 wiernych. Planowany w tym roku remont kościoła Narodzenia MMP, proboszcz i zarząd kościelny wykorzystali do poruszenia w rozmowach z patronem, protestantem, członkiem rodziny Thiele-Winkler sprawy budowy nowego kościoła. Patron oświadczył gotowość dotowania budowy nowego kościoła pod warunkiem, że stary kościół zostanie odstąpiony protestantom. Ks. proboszcz Leopold Markiefka zgodził się na ten warunek. Pojawił się jednak problem, gdyż parafianie nie mieli zamiaru oddać kościoła protestantom. Patron wycofał się więc z obietnicy dotowania budowy nowego kościoła. Proboszcz L. Markiefka zmarł 29 marca 1859 r., a jego następca ks. Troska nie posunął sprawy budowy kościoła, w swoim testamencie pozostawił 400 talarów, jako wsparcie dla niej. Następca ks. Troski, ks. Eduard Kleemann, zaczął zbierać fundusze i dokładał wszelkich starań, aby nowy kościół został jednak wybudowany. Między innymi to było powodem, że nie dopuścił w 1872 r. do oddzielenia Brzezinki od Mysłowic i przeszkodził w budowie nowego kościoła w Brzezince. Liczył na to, że ofiary i podatki z Brzezinki zostaną przeznaczone na budowę kościoła w Mysłowicach. Sprawa budowy została odłożona z powodu wybuchu kulturkampfu.

## Budowa
Po osłabnięciu polityki kulturkampfu, ks. Eduard Kleemann, 28 lipca 1881 r. przesłał władzom rejencji opolskiej uchwałę zarządu kościelnego i wniosek o zapomogę z państwowych funduszy. Władze rejencji odmówiły. Ks. Kleemann mimo to podjął pierwsze starania; zlecił architektowi Bergerowi w Bytomiu zrobienie planów architektonicznych kościoła. Architekt przygotował projekt kościoła w stylu neogotyckim, którego budowa miała kosztować 260 000 marek niemieckich. W październiku 1883 r. projekt architektoniczny wraz z uchwałą zarządu został przesłany patronowi. Patron zwlekał z wywiązaniem się z obowiązku wspomagania finansowego budowy kościoła. Dopiero w 1887 r. pod presją władz rejencji opolskiej zgodził się na dofinansowanie. Budowa kościoła została zakończona w 1891 r. 17 września 1891 r. kościół został poświęcony przez ks. dziekana Józefa Michalskiego z Lipin, a latem 1895 r. kościół został konsekrowany przez biskupa wrocławskiego kardynała Georga Koppa.

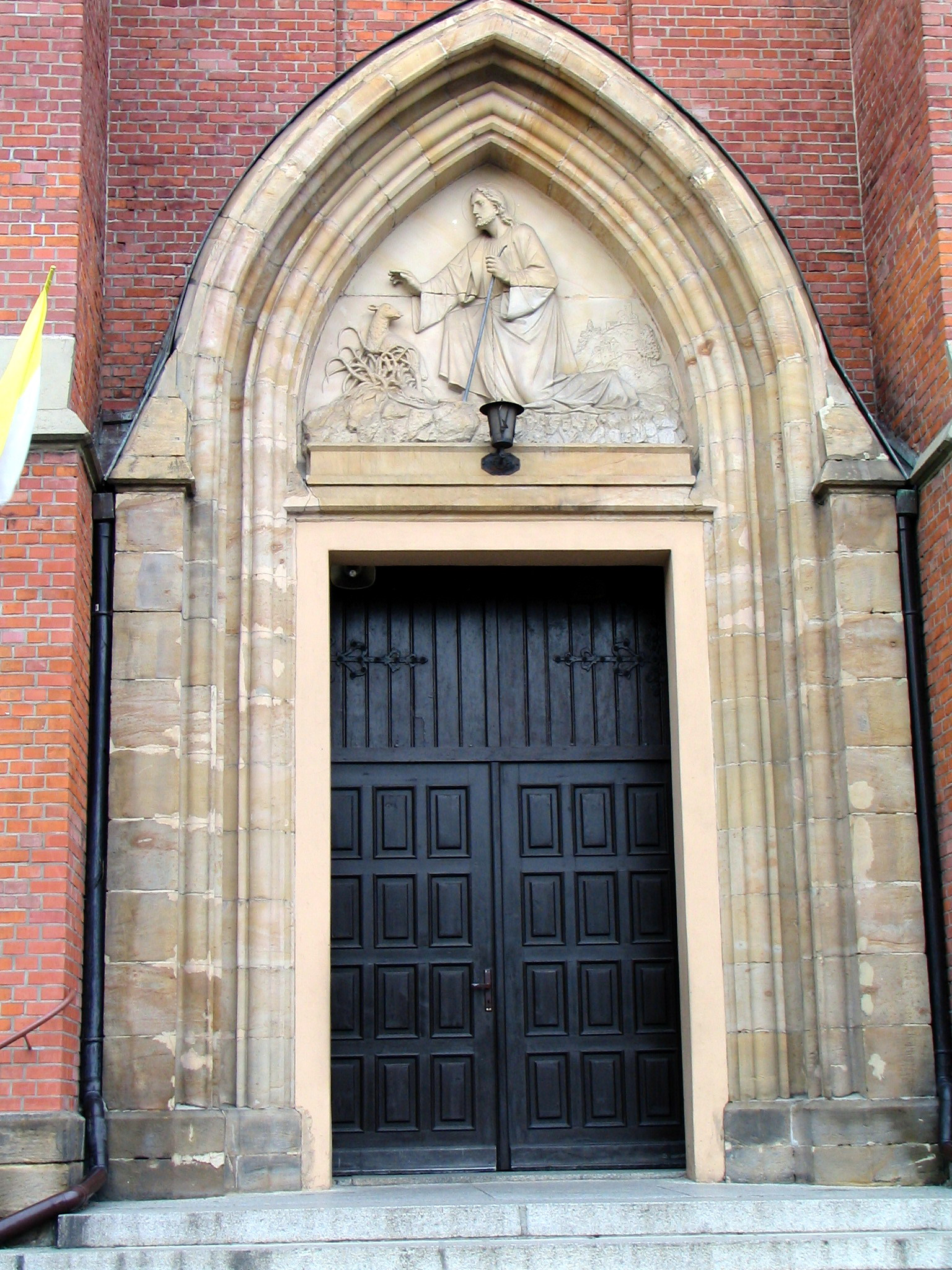
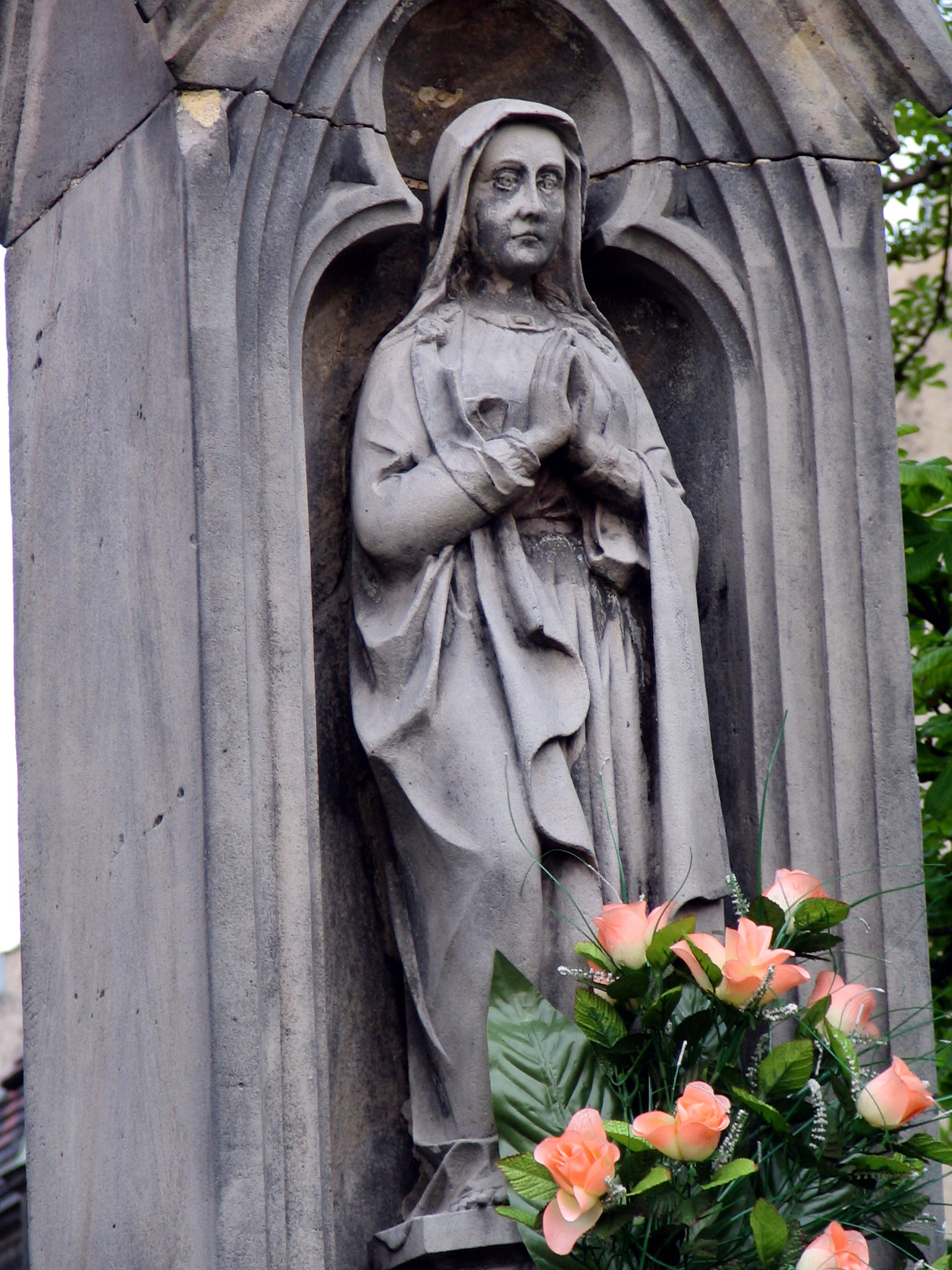
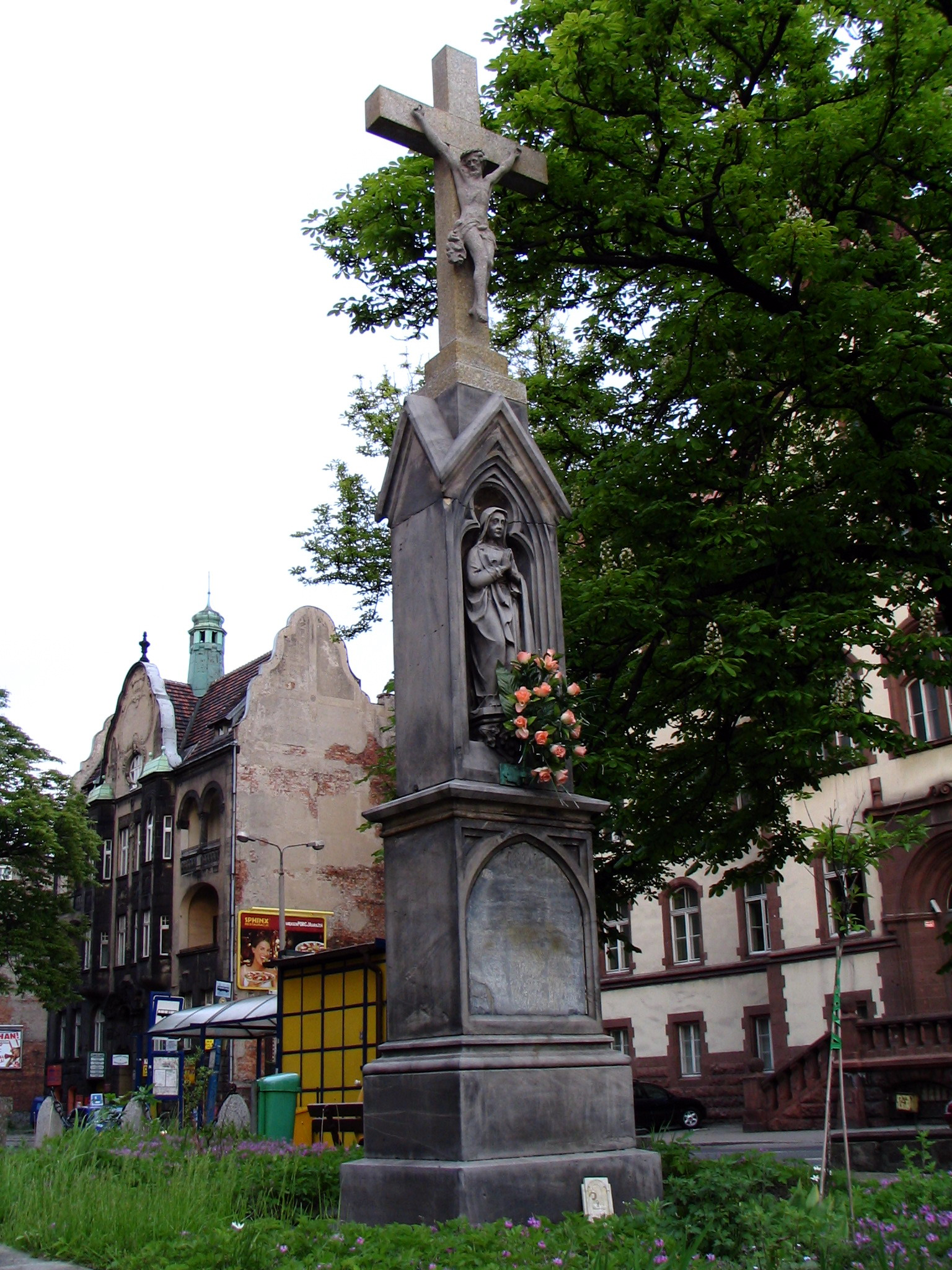

## Kościół, architektura i wystrój wnętrza
Kościół jest zbudowany z czerwonej cegły. Jest budowlą neogotycką, trójnawową z 70-metrową wieżą. Wystrój wnętrza projektował i wykonał Zygmunt Greinert. Wewnątrz kościoła, w nawie głównej i prezbiterium, uwagę przyciągają figury 12 apostołów. Polichromie przedstawiają postacie 10 aniołów trzymających symbole męki Jezusa. Pod sklepieniem, w krzyżowych nawach, znajdują się obraz Serca Pana Jezusa i obraz Serca Matki Boskiej. Na polu krzyżujących się sklepień umieszczono wizerunki świętych: Jana Chrzciciela, św. Barbary, św. Teresy, św. Franciszka z Asyżu, św. Józefa, św. Anny, św. Stanisława Kostki i św. Jerzego. W latach 1971–1975 przebudowano prezbiterium oraz założono pod sklepieniem metalową siatkę ochronną w celu ochrony kościoła przed szkodami górniczymi. Podczas tego remontu freski zostały zamalowane, kościół uzyskał jednolity kolor ścian.

## Wieża
Wieża ma wysokość około 70 metrów. Na 25 metrze wieży znajduje się kwadransowy zegar niemiecki. Pierwsze dzwony znajdowały się na wieży po wybudowaniu kościoła. W 1928 r. ks. Teofil Bromboszcz ufundował 3 nowe dzwony Serce Jezusa o wadze 2100 kg, Matka Boża o wadze 450 kg, oraz Stanisław o wadze 300 kg. W czasie wojny Niemcy przetopili 5 dzwonów na cele wojenne, zostawiając jeden, najmniejszy, który znajduje się na wieży do dzisiaj. Nowe dzwony zamontowano dopiero w 1978 roku. Dzwony te noszą nazwy św. Jan Chrzciciel - patron miasta, św. Małgorzata i św. Barbara. Na wieży znajdują się także elektryczne kuranty, które wygrywają pieśni kościelne co godzinę od g. 7.00 do g. 21.00, a także po uroczystych i świątecznych mszach.

## Terytorium parafii
Zaraz po erygowaniu parafii pod koniec XIX w. parafia obejmowała rozległy teren, miejscowości odległe o kilka kilometrów od kościoła. Miejscowości leżące wówczas na obszarze parafii to: Mysłowice, Piasek, Brzęczkowice, Słupna, Brzezinka, Nikiszowiec, Janów, Giszowiec, Wilhelmina, Stawiska. Z roku na rok ten teren się zmniejszał. W 1900 r. w Brzezince powstała się osobna parafia i do niej przyłączono okoliczne dzielnice. Na Nikiszowcu także w początkach XX wieku powstała parafia. W 1934 r. parafia liczyła około 27 tys. wiernych. W kolejnych latach powstawały kolejne parafie w Brzęczkowicach, Janowie Miejskim i Bończyku. W 1980 r. powstała parafia św. Krzyża, która objęła część starego miasta i Piasek.
Obecnie parafia obejmuje część centralna miasta, osiedla Skotnica, Szopena, Klachowiec, Rymera. Mimo iż Parafia obecnie obejmuje najmniejszy teren z wszystkich parafii w dekanacie, mieszka tutaj największa liczba ludzi - 16 tys. Parafia NSPJ, graniczy z Parafią: Św. Krzyża (Piasek), Ścięcia Św. Jana Chrzciciela (Bończyk), Niepokalanego Poczęcia NMP i Św. Maksymiliana Kolbego (Janów-Miejski), MB Bolesnej (Brzęczkowice), Św. Jana Chrzciciela (Niwka) - Diecezja Sosnowiecka, Św. Jadwigi Śląskiej (Szopienice) i Św. Anny (Nikiszowiec).

## Księża pracujący obecnie w parafii

### Proboszcz
- ks. Krzysztof Kasza

### Wikarzy
- ks. Bartłomiej Szymczak
- ks. Janusz Wilczek
- ks. Kamil Kiełkowski

### Rezydenci
- ks. prof. UŚ dr hab. Leszek Szewczyk
- ks. Ernest Mosler

## Grupy i stowarzyszenia parafialne
Akcja Katolicka, Apostolstwo Dobrej Śmierci, Stowarzyszenie Rodzin Wielodzietnych, Stowarzyszenie Rodzin Katolickich, Ruch Domowego Kościoła - Oaza Rodzin, Straż Honorowa NSPJ, Bractwo Szkaplerza Świętego, III Zakon Franciszkański, Koło Misyjne, Legion Maryi, Odnowa w Duchu Świętym, Klub Seniora, Chór Parafialny im. Św. Grzegorza, Ruch Światło-Życie, Dzieci Maryi, Służba Liturgiczna, Schola młodzieżowa, Ochronka, Zespół Charytatywny, Żywy Różaniec.